# Keletigui et ses tambourinis
Keletigui et ses tambourinis, créé en 1962 était l'un des orchestres nationaux de la République de Guinée. L'orchestre était dirigé par Keletigui Traoré, mort à 74 ans en novembre 2008, et a compté parmi ses membres Momo Soumah (dit Momo Wandel) au saxophone, et Linke Condé à la guitare.